# Livonir Ruschel
Livonir Ruschel, född 2 juli 1979, är en brasiliansk tidigare fotbollsspelare.
Han blev utsedd till J.Leagues "Best Eleven" 2000.